# Обала комараца
Обала комараца (шп. Costa de Mosquitos), позната и као Москитија је приобална регија на Карипском мору, у источној Никарагви и Хондурасу у Средњој Америци.
Област обухвата појас широк 65 и дугачак око 360 километара.
Кристифор Колумбо је посетио ово подручје 1502. године, међутим, Европљани нису показивали значајнији интерес за ову област све до 1655. када је Енглеска на овом подручју успоставила прекоморски протекторат. Иако се област зове Обала комараца, заправо, названа је по индијанском племену Мискито.
Током историје територијалне претензије на ово подручје су имале Шпанија, Никарагва и Сједињене Америчке Државе све до 1850, када је Клејтон-Балверовим уговором цела област ушла у састав Никарагве. Међутим, 1960. године Међународни суд правде је њен северни део доделио Хондурасу.
Највећи град региона је Блуфилдс, који се налази код ушћа реке Ескондидо на никарагванској територији.